# Intrados

5) Intrados.

Intrados är inom arkitekturen insidan av ett valv eller en båge.